# 30 أكتوبر
- السبت
- الأحد
- الاثنين
- الثلاثاء
- الأربعاء
- الخميس
- الجمعة

- 275 ربيع الآخر 1447  هـ
- 286 ربيع الآخر 1447  هـ
- 297 ربيع الآخر 1447  هـ
- 308 ربيع الآخر 1447  هـ
- 19 ربيع الآخر 1447  هـ
- 210 ربيع الآخر 1447  هـ
- 311 ربيع الآخر 1447  هـ
- 412 ربيع الآخر 1447  هـ
- 513 ربيع الآخر 1447  هـ
- 614 ربيع الآخر 1447  هـ
- 715 ربيع الآخر 1447  هـ
- 816 ربيع الآخر 1447  هـ
- 917 ربيع الآخر 1447  هـ
- 1018 ربيع الآخر 1447  هـ
- 1119 ربيع الآخر 1447  هـ
- 1220 ربيع الآخر 1447  هـ
- 1321 ربيع الآخر 1447  هـ
- 1422 ربيع الآخر 1447  هـ
- 1523 ربيع الآخر 1447  هـ
- 1624 ربيع الآخر 1447  هـ
- 1725 ربيع الآخر 1447  هـ
- 1826 ربيع الآخر 1447  هـ
- 1927 ربيع الآخر 1447  هـ
- 2028 ربيع الآخر 1447  هـ
- 2129 ربيع الآخر 1447  هـ
- 2230 ربيع الآخر 1447  هـ
- 231 جمادى الأولى 1447  هـ
- 242 جمادى الأولى 1447  هـ
- 253 جمادى الأولى 1447  هـ
- 264 جمادى الأولى 1447  هـ
- 275 جمادى الأولى 1447  هـ
- 286 جمادى الأولى 1447  هـ
- 297 جمادى الأولى 1447  هـ
- 308 جمادى الأولى 1447  هـ
- 319 جمادى الأولى 1447  هـ

30 أكتوبر أو 30 تشرين الأوَّل أو يوم 30 \ 10 (اليوم الثلاثون من الشهر العاشر) هو اليوم الثالث بعد الثلاثمائة (303) من السنة، أو الرابع بعد الثلاثمائة (304) في السنوات الكبيسة، وفقًا للتقويم الميلادي الغربي (الغريغوري). يبقى بعده 62 يومًا على انتهاء السنة.

## أحداث
- 1340 - وقوع معركة طريف عند نهر سالادو بين القشتاليين والمرينيين أسفرت عن مذبحة للمسلمين، وتعتبر آخر معركة يشارك فيها المغاربة بشكل رسمي ومباشر في الأندلس.
- 1759 - ضرب زلزال مدمر منطقة الجليل. كان مركزه في نهر الأردن في موقع بين بحيرة طبريا وسهل الحولة. تضررت مدن صفد وطبرية وعكا وصيدا بشدة
- 1910 - أحداث فرية الدم في شيراز وهي أعمال عنف في الحي اليهودي بمدينة شيراز الإيرانية.
- 1928 - بدأ أول بث تلفزيوني في المملكة المتحدة.
- 1953 - الرئيس الأمريكي دوايت أيزنهاور يوافق رسميًا على الوثيقة الخاصة بمجلس الأمن القومي والتي تنص على أن ترسانة الولايات المتحدة النووية يجب الحفاظ عليها والتوسع فيها من أجل مواجهة التهديد الشيوعي.
- 1980 - تسريح الرئيس الجزائري السابق أحمد بن بلة من الإقامة الجبرية التي فرضت عليه منذ الانقلاب العسكري الذي قام به هواري بومدين.
- 1991 - انعقاد مؤتمر مدريد للسلام في الشرق الأوسط بحضور وفود من سوريا ولبنان وفلسطين والأردن وإسرائيل وبإشراف كل من الاتحاد السوفيتي والولايات المتحدة.
- 1994 - انعقاد المؤتمر الاقتصادي الأول لدول الشرق الأوسط في الدار البيضاء بمشاركة 60 دولة.
- 1995 - إجراء استفتاء في مقاطعة كيبك الكندية على استقلال المقاطعة عن كندا، وأسفرت النتيجة عن تصويت 50.6% للبقاء ضمن الإتحاد الكندي و 49.4% للاستقلال.
- 1996 - إصدار لعبة كوماند أند كنكر: ريد اليرت.
- 2004 - زعيم تنظيم القاعدة أسامة بن لادن يظهر في شريط فيديو برر فيه هجمات 11 سبتمبر.
- 2005 - تشكل إعصار بيتا فوق البحر الكاريبي بعد تحوله من عاصفة إستوائية.
- 2012 - إعصار ساندي يضرب الولايات المتحدة وكندا ويقتل 86 شخصا على الأقل.
- 2020 - زلزال في بحر إيجة بقوة 7 ريختر، أدى لوفاة وإصابة العشرات في إزمير التركية، كما وقعت خسائر بشرية ومادية في اليونان.
- 2022 - الرئيس البرازيلي السابق لولا دا سيلفا يفوز في الانتخابات الرئاسية متفوقاً على الرئيس المنتهية ولايته جايير بولسونارو.

## مواليد
- 1735 - جون آدامز، رئيس الولايات المتحدة.
- 1885 - عزرا باوند، شاعر وأديب أمريكي.
- 1895 -
  - غرهارت دوماك، طبيب ألماني حاصل على جائزة نوبل في الطب عام 1939.
  - ديكنسون ريتشاردس، طبيب أمريكي حاصل على جائزة نوبل في الطب عام 1956.
- 1900 - رانيار غرانيت، عالم فنلندي حاصل على جائزة نوبل في الطب عام 1967.
- 1928 ـ دانيال ناثانز، عالم أحياء دقيقة أمريكي حاصل على جائزة نوبل في الطب عام 1978.
- 1931 - السيد ياسين، كاتب ومفكر سياسي واجتماعي مصري.
- 1939 - ليلاند هارتوال، عالم أمريكي حاصل على جائزة نوبل في الطب عام 2001.
- 1941 - تيودور هانش، عالم فيزياء ألماني حاصل على جائزة نوبل في الفيزياء عام 2005.
- 1954 - محمود الخطيب، لاعب كرة قدم مصري.
- 1957 - كيفين بولك، ممثل أمريكي.
- 1960 - دييغو مارادونا، لاعب ومدرب كرة قدم أرجنتيني.
- 1964 -
  - عدنان الطلياني، لاعب كرة قدم إماراتي.
  - عبد اللطيف مبارك، شاعر مصري.
- 1965 - علي سلمان ناشط سياسي بحريني، ورجل دين شيعي، والأمين العام لجمعية الوفاق الوطني الإسلامية.
- 1976 - ستيرن جون، لاعب كرة قدم ترينيدادي.
- 1981 - إيفانكا ترامب، سيدة أعمال أمريكية، وابنة الرئيس الخامس والأربعون للولايات المتحدة دونالد ترامب.
- 1983 - ديانا كرزون، مغنية أردنية.
- 1984 - محمد ناجي جدو، لاعب كرة قدم مصري.
- 1998 - أنانيا بانداي، ممثلة هندية.

## وفيات
- 1459 - بوجيو براشيوليني، كاتب إيطالي.
- 1611 - الملك كارل التاسع، ملك السويد.
- 1626 - ويلبرورد سنيليوس، عالم رياضيات هولندي.
- 1809 - وليام كافينديش بنتينك، رئيس وزراء المملكة المتحدة.
- 1910 - جان هنري دونانت، ناشط اجتماعي ورجل أعمال سويسري حاصل على جائزة نوبل للسلام عام 1901.
- 1923 - أندرو بونار لو، رئيس وزراء المملكة المتحدة.
- 1940 - المطران غريغوريوس حجار، مطران كنيسة الروم الملكيين الكاثوليك.
- 1975 - غوستاف هرتس، عالم فيزياء تجريبية ألماني حاصل على جائزة نوبل في الفيزياء عام 1925.
- 2006 - الأمير فهد بن سعود بن عبد العزيز آل سعود، وزير الدفاع والطيران والمفتش العام في السعودية.
- 2007 - حميد مراد، ممثل بحريني.
- 2009 -
  - فرانتيسك فيسلي، لاعب كرة قدم تشيكي.
  - كلود ليفي ستروس، عالم اجتماع فرنسي.
- 2010 - ناتشي نوزاوا، ممثل ياباني.
- 2024 - مصطفى فهمي (ممثل)، ممثل مصري.

## أعياد ومناسبات
- يوم ذكرى ضحايا القمع السياسي (مناسبة في دول الاتحاد السوفيتي السابق باستثناء أوكرانيا)

## وصلات خارجية
- وكالة الأنباء القطريَّة: حدث في مثل هذا اليوم.
- النيويورك تايمز: حدث في مثل هذا اليوم.
- BBC: حدث في مثل هذا اليوم.